# 约翰·诺曼 (冰球运动员)
约翰·诺曼（瑞典語：John Norman，1991年1月6日—），瑞典男子冰球运动员，场上位置是前锋。他曾代表瑞典国家队参加2018年冬季奥林匹克运动会冰球比赛，获得第五名。